# ギャング・オブ・アメリカ
『ギャング・オブ・アメリカ』（Lansky）は2021年のアメリカ合衆国の犯罪伝記映画。監督はエタン・ロッカウェイ、出演はハーヴェイ・カイテルとサム・ワーシントンなど。禁酒法時代から長年アメリカの暗黒街を牛耳った伝説的ギャング、マイヤー・ランスキーの波乱の生涯を、晩年の彼の口を通して語られる形で描いている。

## ストーリー
落ち目の物書き、デヴィッド・ストーンはマイヤー・ランスキーにインタビューする機会を得た。ランスキーはマフィアの顧問として様々な事業に携わり、その隠し財産は数億ドルに上ると言われる人物であった。金の隠し場所を突き止めようとする者・組織はごまんとあったが、FBIですら何らの手がかりも得られないという有り様だった。ストーンは今回のインタビューがランスキーから手掛かりを引き出す最後にして最大のチャンスと確信しており、それを成し遂げることで自らのキャリアを一気に好転させるつもりでいた。しかし、老獪なランスキーは想像以上の難敵であった。

## キャスト
※括弧内は日本語吹替。
- マイヤー・ランスキー：ハーヴェイ・カイテル（佐々木省三）
  - 若いころのマイヤー・ランスキー：ジョン・マガロ（中野泰佑）
- デヴィッド・ストーン：サム・ワーシントン（内野孝聡）
- アン・ランスキー：アナソフィア・ロブ（高橋雛子）
- ダフネ：ジャッキー・クルス（英語版）
- ベンジャミン・シーゲル：デヴィッド・ケイド
- フランク・リヴァーズ：デヴィッド・ジェームズ・エリオット（堀総士郎）
- ヨラム・アロイ：アロン・アブトゥブール
- モーリーン：ミンカ・ケリー（三重野帆貴）
- ラッキー・ルチアーノ：シェーン・マクレー（英語版）
- R・J・キャンベル：ジェームズ・モーゼス・ブラック
- ジョゼフ・ボナンノ：クラウディオ・ベランテ
- グレック・クンツ：ダニー・A・アベケイザ（関口雄吾）

## 製作・音楽
2019年5月17日、ハーヴェイ・カイテル、エモリー・コーエン、オースティン・ストウェル、サム・ワーシントンが本作に出演することが決定し、、アレクサンドラ・ダダリオとトニー・ダンザに本作への出演オファーが出ていると報じられた。2020年2月13日、本作の残りの主要キャストが発表されたが、その中にコーエン、ストウェル、ダダリオ、ダンザの名前はなかった。
2021年3月2日、マックス・アルジが本作で使用される楽曲を手掛けるとの報道があった。6月25日、本作のサウンドトラックが発売された。

## マーケティング・興行収入
2021年5月19日、ヴァーティカル・エンターテインメントが本作の全米配給権を獲得したと報じられた。28日、本作のオフィシャル・トレイラーが公開された。6月25日、本作は全米49館で封切られ、公開初週末に2万7474ドルを稼ぎ出し、週末興行収入ランキング初登場22位となった。

## 評価
本作に対する批評家の評価は平凡なものに留まっている。映画批評集積サイトのRotten Tomatoesには39件のレビューがあり、批評家支持率は62%、平均点は10点満点で6.10点となっている。サイト側による批評家の見解の要約は「ハーヴェイ・カイテルは主演として見事な演技を披露している。しかし、『ギャング・オブ・アメリカ』のストーリー展開には欠陥があり、陳腐な表現のオンパレードとなっているため、カイテルの努力が損なわれている」となっている。また、Metacriticには6件のレビューがあり、加重平均値は42/100となっている。